# Mycalesis horishana
Mycalesis horishana är en fjärilsart som beskrevs av Matsumura 1909. Mycalesis horishana ingår i släktet Mycalesis och familjen praktfjärilar. Inga underarter finns listade i Catalogue of Life.